# Protopopiwka (rejon iziumski)
Protopopiwka (ukr. Протопопівка) – wieś na Ukrainie, w obwodzie charkowskim, w rejonie iziumskim. W 2001 liczyła 1253 mieszkańców.